# Meteosat

Immagine Meteosat di un ciclone extratropicale sul nord Europa

In telecomunicazioni il sistema Meteosat è una costellazione di satelliti artificiali meteorologici geostazionari gestita da EUMETSAT e riconducibili a tre diversi programmi scientifici.
Il programma Meteosat Transition Programme (MTP) è stato pensato per assicurare continuità operativa tra la fine del positivo Meteosat Operational Programme nel 1995 e l'inizio del progetto Meteosat Second Generation (MSG), che ha iniziato la sua missione all'inizio del 2004 con l'uso di satelliti migliorati tecnologicamente. L'MTP ha assicurato una sovrapposizione con il programma MSG per assicurare, nelle intenzioni quantomeno fino alla fine del 2005, la continuità del vecchio sistema Meteosat.

## Prima generazione

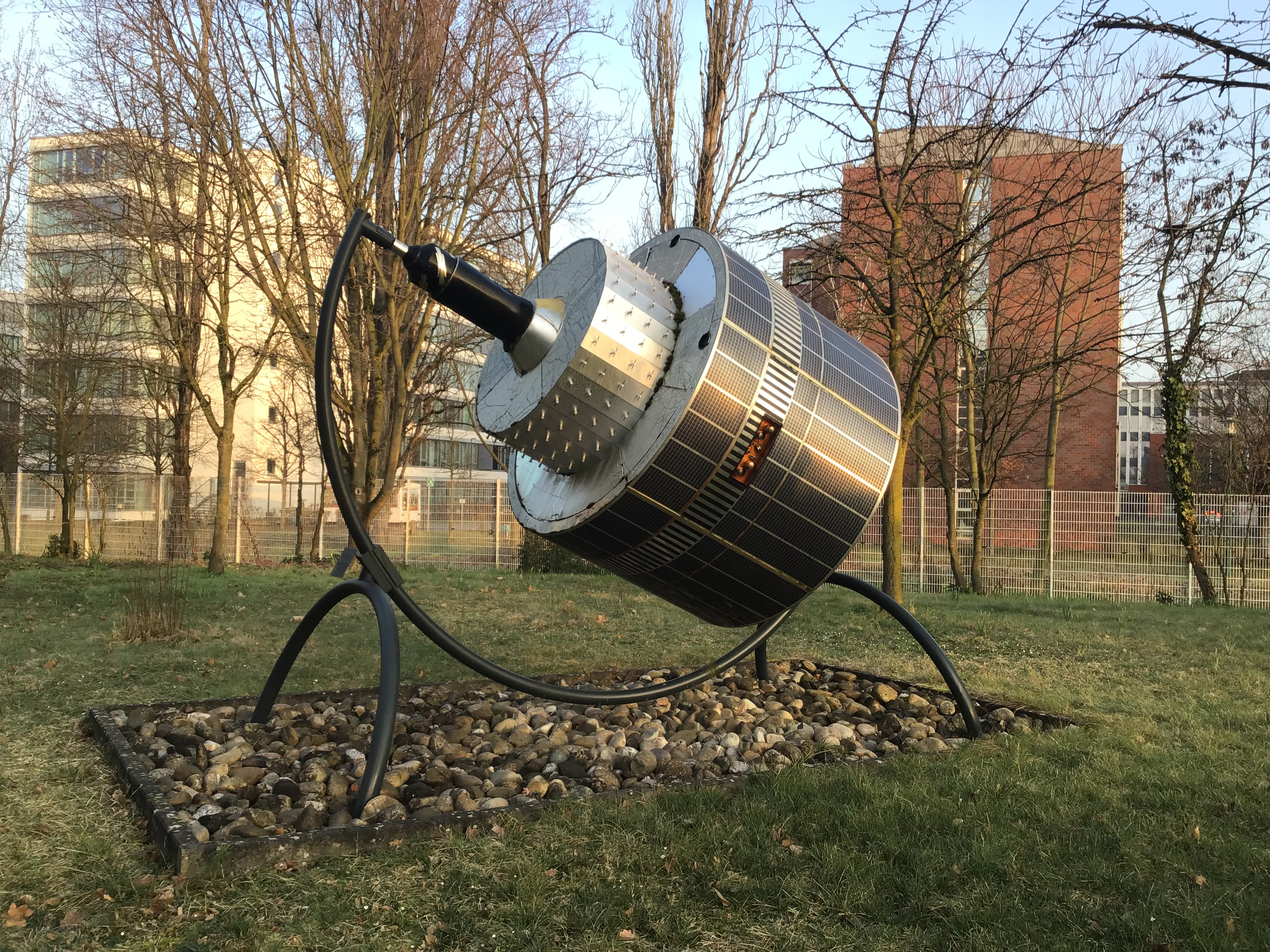
Modello di Meteosat di prima generazione presso EUMETSAT.

La prima generazione di satelliti Meteosat, da Meteosat-1 fino a Meteosat-7, assicura osservazioni meteorologiche continue ed affidabili ad una vasta comunità di fruitori. Un satellite Meteosat di prima generazione fornisce immagini della Terra e della sua atmosfera con cadenza di 30 minuti tramite radiometri. Le immagini si riferiscono a tre diversi canali spettrali: uno nel visibile (0,5-0,8 µm), uno nell'infrarosso termico (10,5-12,5 µm) ed uno nella banda di assorbimento del vapore acqueo nell'infrarosso (5,7-7,1 µm).
Da notare che la prima generazione di satelliti Meteosat non è dotata di scanner multispettrale, ma i tre canali sono forniti da quattro (per il visibile ce ne sono due) distinti sensori. La risoluzione a terra è di 2,5 km per 2,5 km nel visibile e di 5 km per 5 km nell'infrarosso. A bordo è presente anche il Meteosat Visible and Infrared Imager (MVIRI), uno strumento in grado di fornire a terra immagini meteorologiche già preprocessate. I satelliti Meteosat di prima generazione supportano anche la ritrasmissione di dati che ricevono da piattaforme remote poste su aerei o in mare e la diffusione di dati meteorologici in formato testo e grafico.

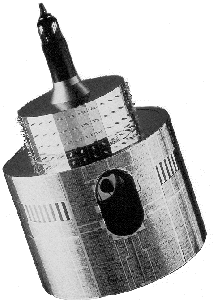
Un Meteosat di prima generazione.

Questi satelliti sono stati costruiti da un consorzio COSMOS composto in primis da Aérospatiale nel suo Cannes Mandelieu Space Center e da Matra, MBB, Alenia Aeronautica, Marconi Company. Sono caratterizzati da una lunghezza di 3,195 metri ed un diametro di 2,1 metri. La massa iniziale in orbita è di 282 kg e ruotano attorno al proprio asse a 100 giri al minuto. Meteosat-6, che fu lanciato il 20 novembre 1993 è stato tolto di servizio e ri-orbitato in un'orbita cimitero il 15 aprile 2011.
Meteosat-7 che fu lanciato il 2 settembre 1997 è stato l'ultimo satellite attivo della prima generazione, stazionato sull'Oceano Indiano fino all'Aprile 2017, quando è stato tolto di servizio. L'ultima immagine dal Meteosat-7 è stata disseminata il 31 Marzo 2017. Il re-orbiting di Meteosat-7 è iniziato il 3 Aprile 2017 e l'ultimo comando è stato inviato al satellite l'11 Aprile 2017.
| Satellite  | Lancio (data, sito, vettore)                       | Termine missione                                      |
| ---------- | -------------------------------------------------- | ----------------------------------------------------- |
| Meteosat-1 | 23 novembre 1977, Cape Canaveral LC-17, Delta 2914 | Ricezione dati terminata nel 1984                     |
| Meteosat-2 | 10 giugno 1981, Kourou, Ariane 1                   | Spostato in orbita cimitero nel dicembre 1991         |
| Meteosat-3 | 15 giugno 1988, Kourou, Ariane 4-44LP              | Ritirato nel 1995                                     |
| Meteosat-4 | 19 aprile 1989, Kourou, Ariane 4-44LP              | Disattivato nel novembre 1996                         |
| Meteosat-5 | 2 marzo 1991, Kourou, Ariane 4-44LP                | Spostato in orbita cimitero nel febbraio 2007         |
| Meteosat-6 | 20 novembre 1993, Kourou, Ariane 4-44LP            | Ricezione dati terminata nel tardo 2010 o inizio 2011 |
| Meteosat-7 | 3 settembre 1997, Kourou, Ariane 4-44LP            | Spostato in orbita cimitero nell'aprile 2017          |

## Seconda generazione (MSG)

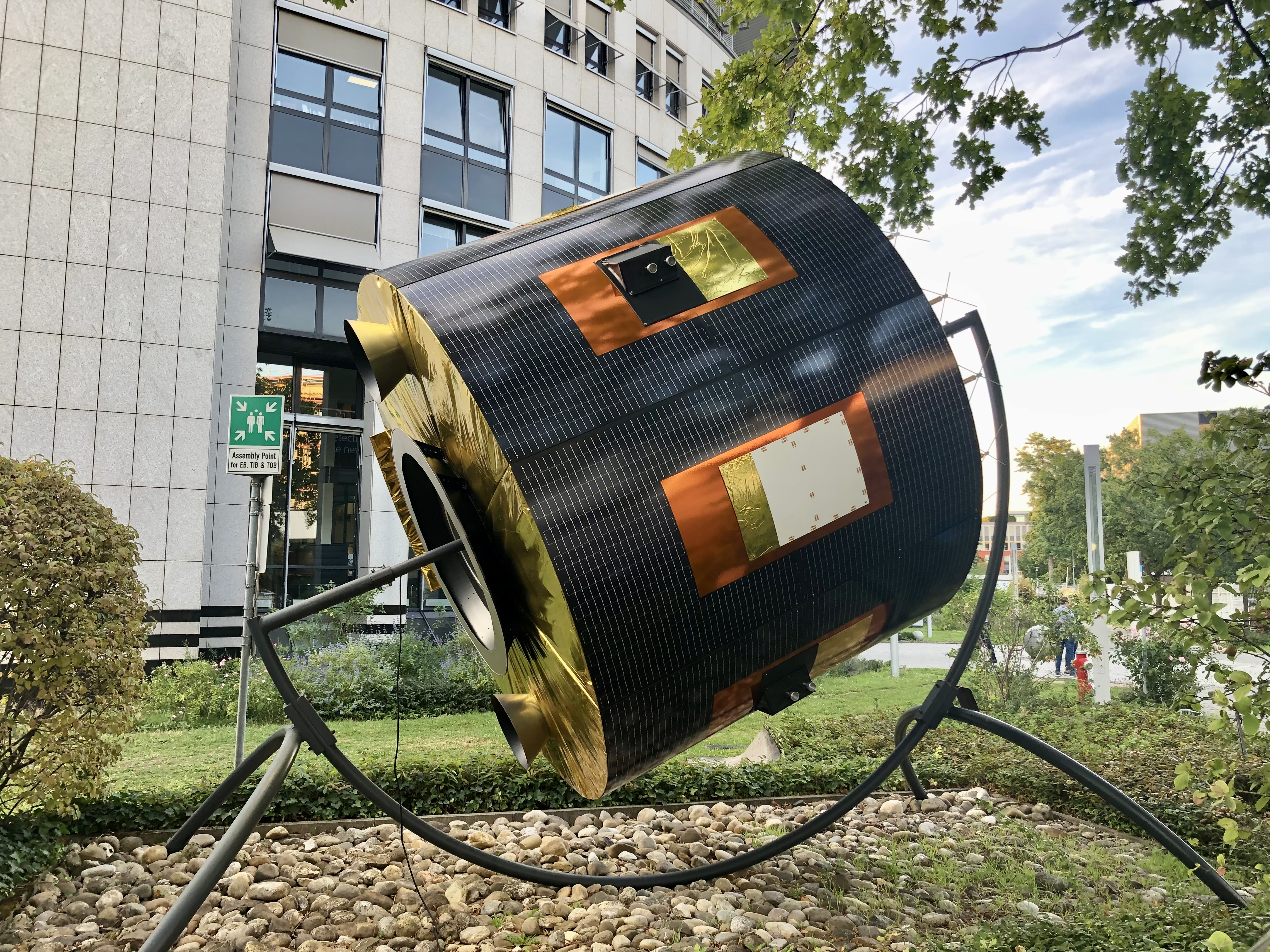
Modello di MSG presso EUMETSAT.

Il contratto per la costruzione dei satelliti di seconda generazione è stato assegnato ad Aérospatiale, che ha iniziato i lavori presso il Cannes Mandelieu Space Center (che fa parte del Thales Alenia Space center), con la collaborazione principalmente di Matra, Messerschmitt ed Alenia Aeronautica.
La seconda generazione deve rispondere alle necessità degli utenti in termini di Nowcasting applications e Numerical Weather Prediction. Il nuovo strumento noto come GERB ricava dei dati importanti per la ricerca ed il monitoraggio del clima. Lo scanner multispettrale è in grado di operare in 12 diverse bande, legate a diversi fenomeni atmosferici: 2 nel visibile e 9 nell'infrarosso caratterizzate da una risoluzione a terra di 3 km per 3 km ed 1 pancromatica con risoluzione 1 km per 1 km.
I satelliti di seconda generazione hanno a bordo anche un dispositivo in grado di captare i segnali di pericolo inviati dai trasmettitori di emergenza del sistema COSPAS-SARSAT sulla frequenza di 406 MHz.

La tempesta denominata "Adrian" o "Vaia" del 29 ottobre 2018 ripresa da un satellite MSG.

Per quanto riguarda la stabilizzazione dello spin, i nuovi satelliti sono analoghi ai vecchi, ma ci sono stati dei miglioramenti nel design. I dati raccolti sono più frequenti e ricchi e favoriscono la tempestiva previsione di fenomeni meteorologici pericolosi come i temporali, la formazione di nebbia, e lo sviluppo delle piccole, ma allo stesso tempo intense depressioni che causano la formazione di devastanti tempeste.
I meteosat di seconda generazione sono caratterizzati da un diametro di 3,2 m ed una lunghezza di 2,4 m. La rotazione è antioraria alla velocità di 100 giri al minuto a un'altitudine di 36000 km.

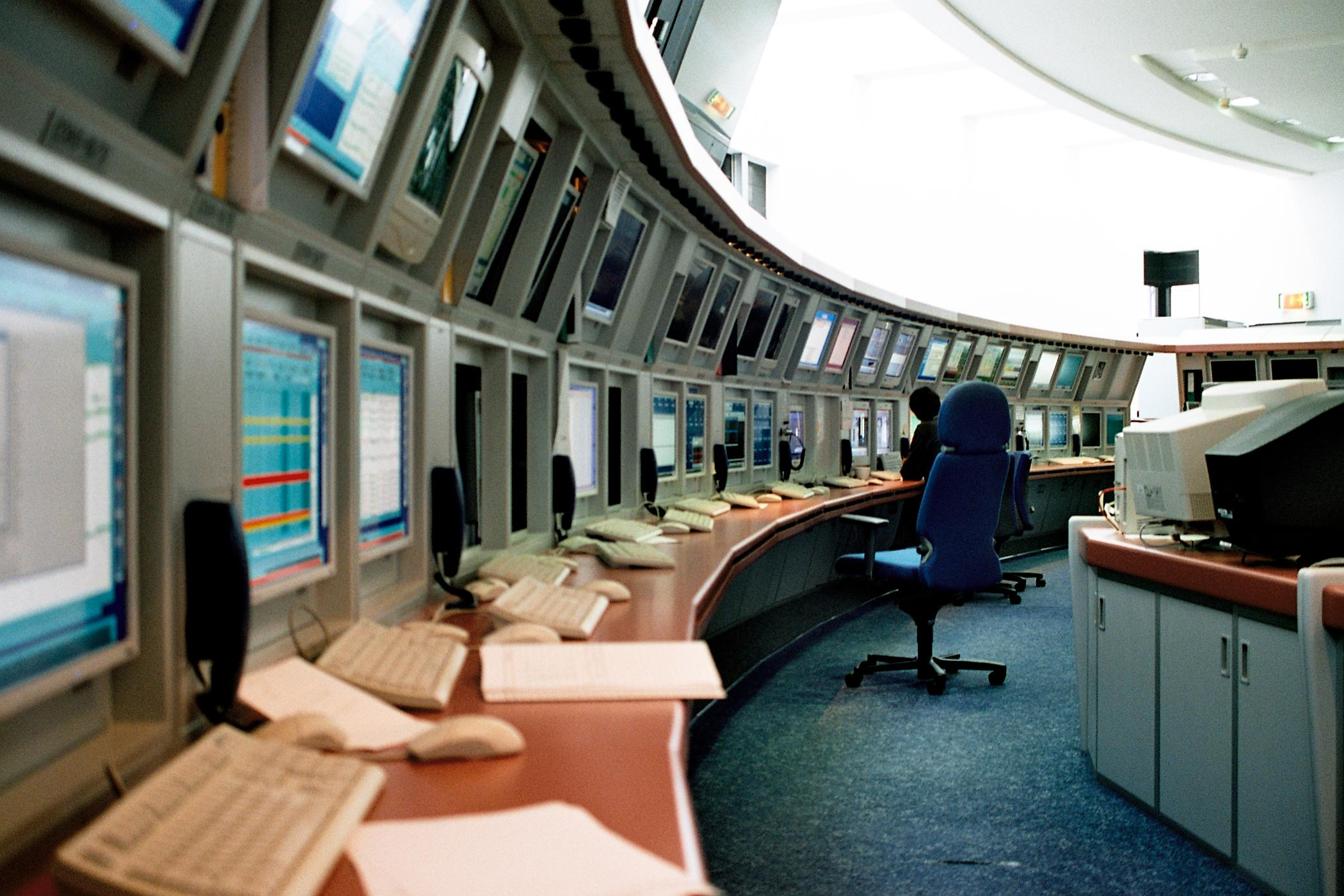
Il centro di controllo degli MSG a Darmstadt, in Germania.

Il 29 gennaio 2004 il primo satellite Meteosat di seconda generazione, MSG-1, poi chiamato Meteosat-8, ha iniziato le operazioni di routine. Oltre al payload principale SEVIRI (Spinning Enhanced Visible and Infrared Imager), Meteosat-8 porta a bordo anche il payload secondario GERB (Geostationary Earth Radiation Budget).
Il lancio di MSG-2 (poi chiamato Meteosat-9) ha avuto luogo il 21 dicembre 2005.
Il lancio di MSG-3 (poi chiamato Meteosat-10) ha avuto luogo il 6 luglio 2012.
Alla fine di aprile 2013 Meteosat-7, -8, -9 e -10 erano tutti operativi contemporaneamente. Meteosat-7 stazionava sull'Oceano Indiano a 57,5° di latitudine. Meteosat-9, e -10 erano posizionati sopra l'Africa con varie differenze nella configurazione, Meteosat-8 è un backup di Meteosat-9 e -10. Il 9 aprile 2013 Meteosat-9 fu posizionato a 9,5° di latitudine e ha sostituito Meteosat-8 per il servizio di scansione rapida della situazione europea, iniziato nel secondo trimestre del 2008, caratterizzato dalla capacità di fornire un'immagine ogni 5 minuti. Meteosat-10 invece fu posizionato a 0° di latitudine per acquisire le immagini principali della zona euro-africana (un'immagine ogni 15 minuti).
Il lancio di MSG-4 ha avuto luogo il 15 luglio 2015 su un razzo Ariane V di Arianespace dal Centro Spaziale della Guyana. Il commissionamento di MSG-4 si è concluso con successo nel dicembre 2015, quando il satellite è stato posto in parcheggio in orbita  "in-orbit storage" come previsto e ribattezzato Meteosat-11.
Il 29 giugno 2016, il Consiglio di EUMETSAT ha approvato la proposta di spostare Meteosat-8 sui 41,5°E, per continuare la missione di copertura dati dell'Oceano Indiano (IODC). I dati IODC del Meteosat-8 sono stati distribuiti in parallelo ai dati del Meteosat-7, fra ottobre 2016 e gennaio 2017. Durante il primo trimestre 2017, Meteosat-8 ha rimpiazzato completamente Meteosat-7 che è spostato nella sua orbita cimitero.
| Satellite           | Lancio (data, sito, vettore)       | Longitudine (a marzo 2019) | Termine missione                                                                                      |
| ------------------- | ---------------------------------- | -------------------------- | --- |
| Meteosat-8 / MSG-1  | 28 agosto 2002, Kourou, Ariane 5   | 41,5° E                    | Ritirato dal servizio il 1º luglio 2022, spostato in orbita cimitero e disattivato il 13 ottobre 2022 |
| Meteosat-9 / MSG-2  | 22 dicembre 2005, Kourou, Ariane 5 | 3,5° E                     | Prevista non prima del 2025                                                                           |
| Meteosat-10 / MSG-3 | 5 luglio 2012, Kourou, Ariane 5    | 9,5° E                     | Prevista non prima del 2030                                                                           |
| Meteosat-11 / MSG-4 | 15 luglio 2015, Kourou, Ariane 5   | 0°                         | Prevista non prima del 2033                                                                           |

## Terza generazione (MTG)

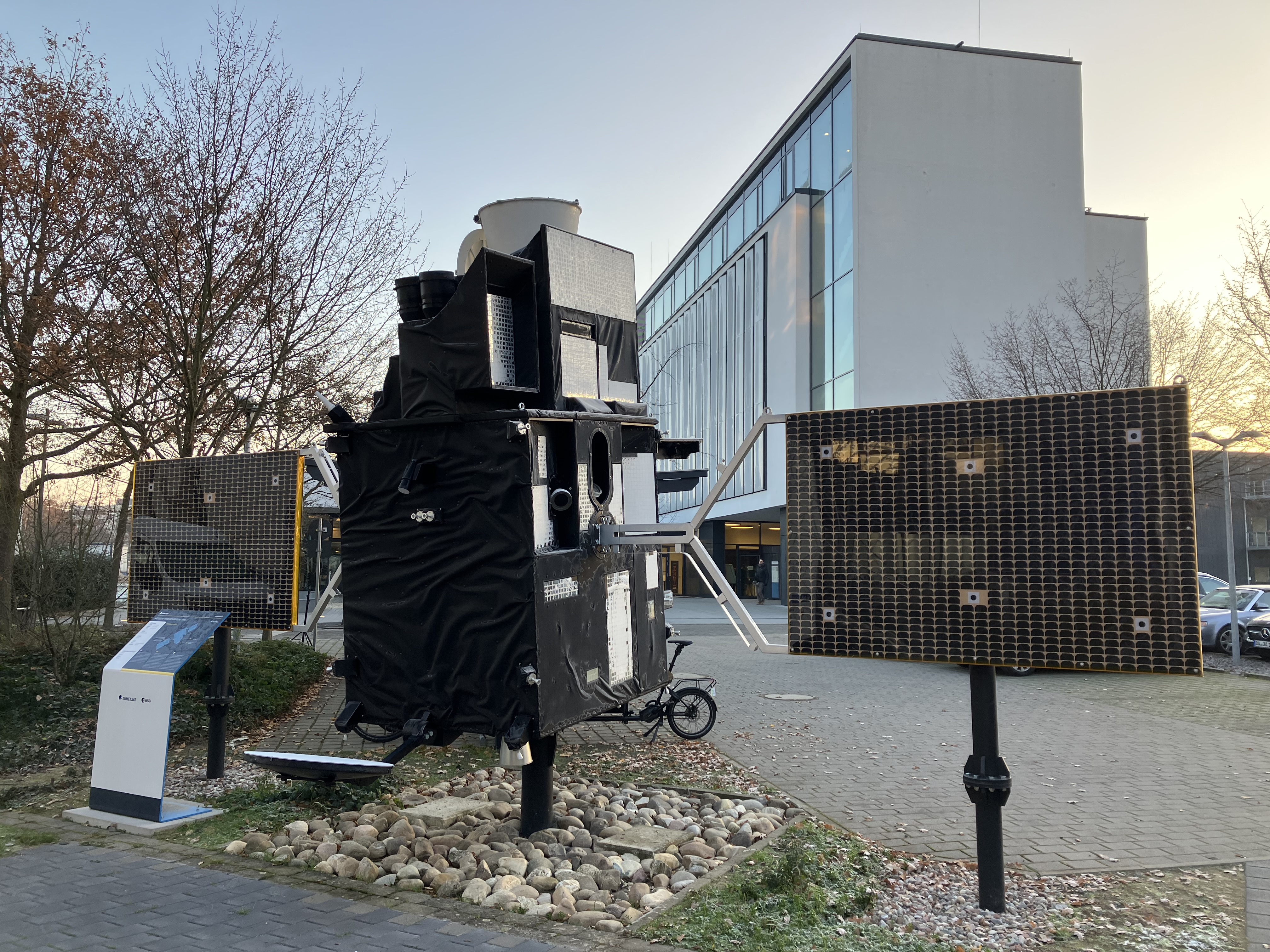
Modello di MTG-I presso EUMETSAT.

Considerando il lungo periodo necessario per il ciclo di sviluppo di una nuova generazione di satelliti per osservazioni, EUMETSAT ha iniziato a lavorare sulla definizione e la pianificazione per il sistema Meteosat di Terza Generazione (MTG) già fino dal 2000. L'MTG per assicurare continuitá ai servizi dell'MSG deve essere disponibile prima della fine della vita operativa nominale dell'MSG. Le attività preparatorie dell'MTG cominciarono nel 2000 in cooperazione con l'ESA, secondo la decisione del Consiglio di EUMETSAT di procedere con le consultazioni degli utenti per un Post-MSG. Questo processo è disegnato per raccogliere le prevedibili necessità degli utenti dei dati dei satelliti di EUMETSAT nel periodo di tempo 2015-2025.
Il 19 marzo 2010 ESA selezionò Thales Alenia Space per una negoziazione finale di un contratto e il 22 giugno 2010 ne confermò la scelta. Il 24 febbraio 2012 fu firmato il contratto di sviluppo fra l'Agenzia spaziale europea e Thales Alenia Space. Thales Alenia Space è a capo del consorzio industriale che costruisce la famiglia di satelliti MTG. Oltre a essere il primo contraente, Thales Alenia Space è anche responsabile per i satelliti di tipo "Immagini" (MTG-I), incluso il carico utile primario e lo strumento Flexible Combined Imager. La ditta OHB con sede a Brema è responsabile per i satelliti di tipo "Sounder" (MTG-S) e per fornire le piattaforme comuni, con il supporto di Airbus Defence and Space come architetto di sistema.
Il carico utile dei satelliti MTG è composto dai seguenti strumenti:
- satelliti MTG-I:
  - Flexible Combined Imager (FCI): uno strumento per il monitoraggio dell'atmosfera, della superficie terrestre e degli oceani utilizzato per lo studio dei fenomeni meteorologici e le previsioni del tempo; è il successore dello strumento SEVIRI imbarcato sui satelliti MSG ed è costruito da Thales Alenia Space;
  - Lightning Imager (LI): uno strumento per la rilevazione della posizione e dell'intensità dei fulmini per prevedere la formazione di temporali; è costruito da Leonardo;
  - un sistema di raccolta e ritrasmissione di dati e un trasmettitore di localizzazione d'emergenza (GEOSAR): il primo raccoglie dati meteorologici da numerose stazioni meteo a terra e li ritrasmette alle proprie stazioni di terra in banda Ka; il secondo riceve i segnali di emergenza da terra e li ritrasmette al servizio di ricerca e soccorso. Entrambi utilizzano un'antenna UHF;
- satelliti MTG-S:
  - Infrared Sounder (IRS): uno strumento per l'analisi iperspettrale dell'atmosfera per rilevare instabilità atmosferica prima della formazione di nubi; è costruito da OHB;
  - Copernicus Sentinel-4: uno strumento per la misurazione di ozono, diossido di azoto, diossido di zolfo e aerosol nell'atmosfera al fine di per monitorare la qualità dell'aria in Europa; è costruito da OHB.

| Satellite            | Lancio (data, sito, vettore)                           |
| -------------------- | ------------------------------------------------------ |
| Meteosat-12 / MTG-I1 | 13 dicembre 2022, Kourou, Ariane 5                     |
| MTG-S1               | 1º luglio 2025, Cape Canaveral LC-40, Falcon 9 Block 5 |